# Jewelry day
「Jewelry day」（ジュエリー・デイ）は、絢香の5枚目のシングル。2007年7月4日にワーナーミュージック・ジャパンから発売された。

## 解説
前作から約10ヶ月ぶりのリリース。絢香にとって初めての映画主題歌タイアップとなった。
1stアルバム『First Message』の見開きページに「Jewelry day」の歌詞の一部が掲載されている。
2007年の第49回日本レコード大賞に「Jewelry day」がノミネートされた。

## 収録曲
1. Jewelry day
作詞：絢香／作曲：西尾芳彦／編曲：L.O.E
映画『ラストラブ』(松竹系)主題歌
2. I'm alone
作詞：絢香／作曲：西尾芳彦、絢香／編曲：L.O.E
3. Start to ♥ (Acoustic Ver.)
作詞：絢香／作曲：西尾芳彦／編曲：L.O.E
4. Jewelry day (Instrumental)

## 収録アルバム
- Sing to the Sky（#1）
- First Message（#3・通常音源）
- ayaka's History 2006-2009（#1（Disc1）、#3（Disc2・通常音源））